# Ematheudes punctella
Ematheudes punctella là một loài bướm đêm thuộc họ Pyralidae. Nó được tìm thấy ở miền nam và Trung Âu, Thổ Nhĩ Kỳ và probably further east.

## Hình ảnh

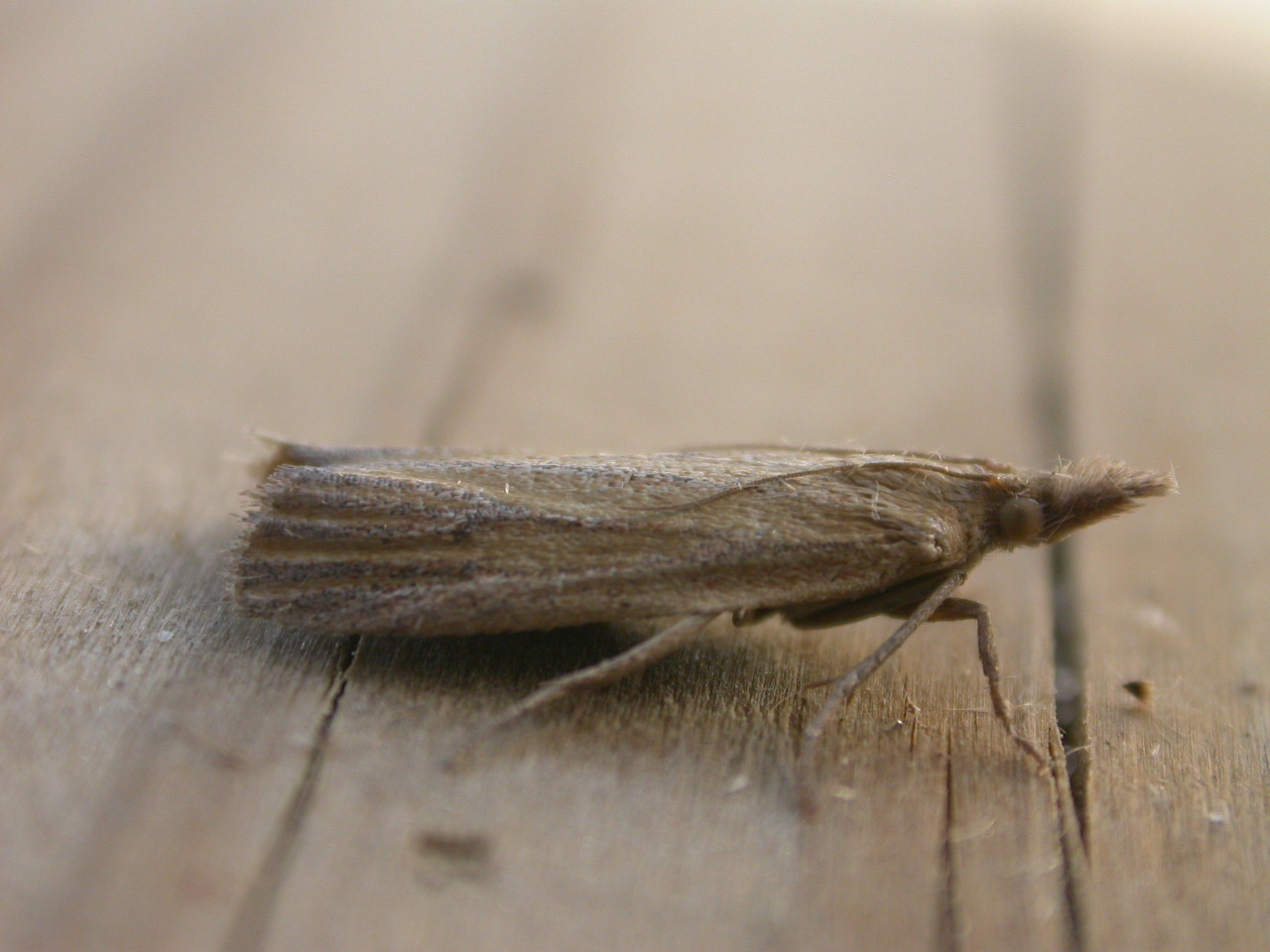
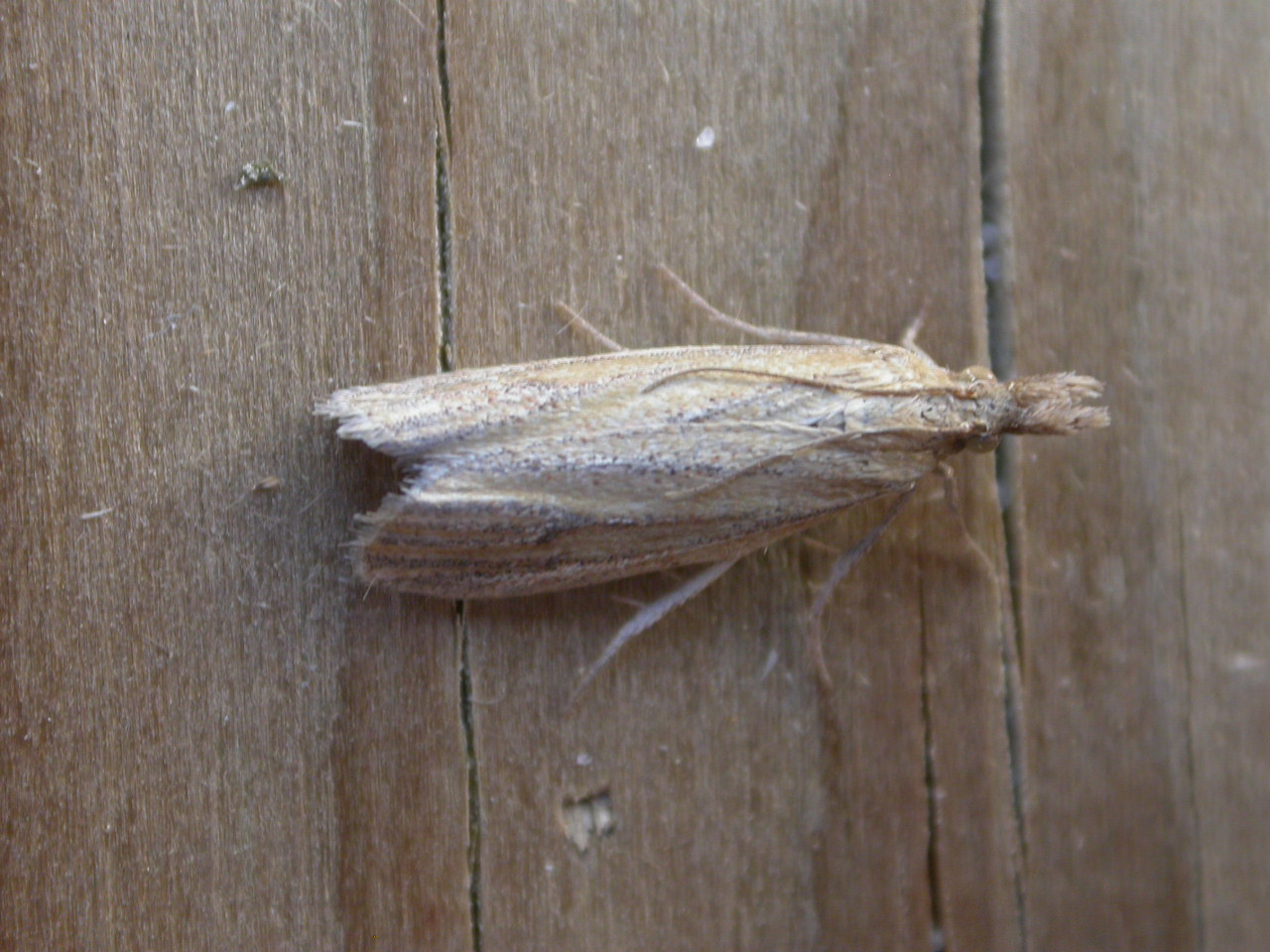
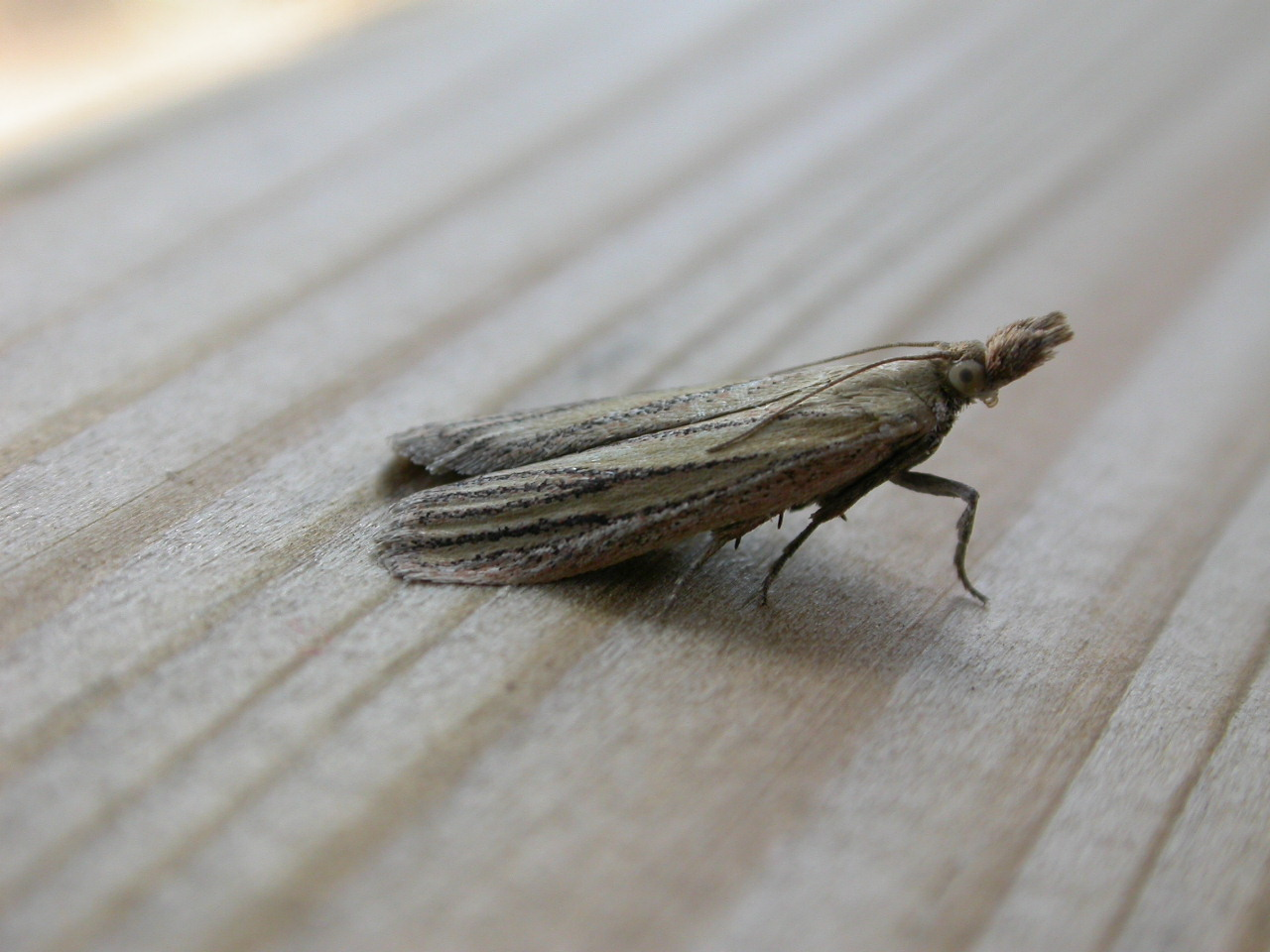
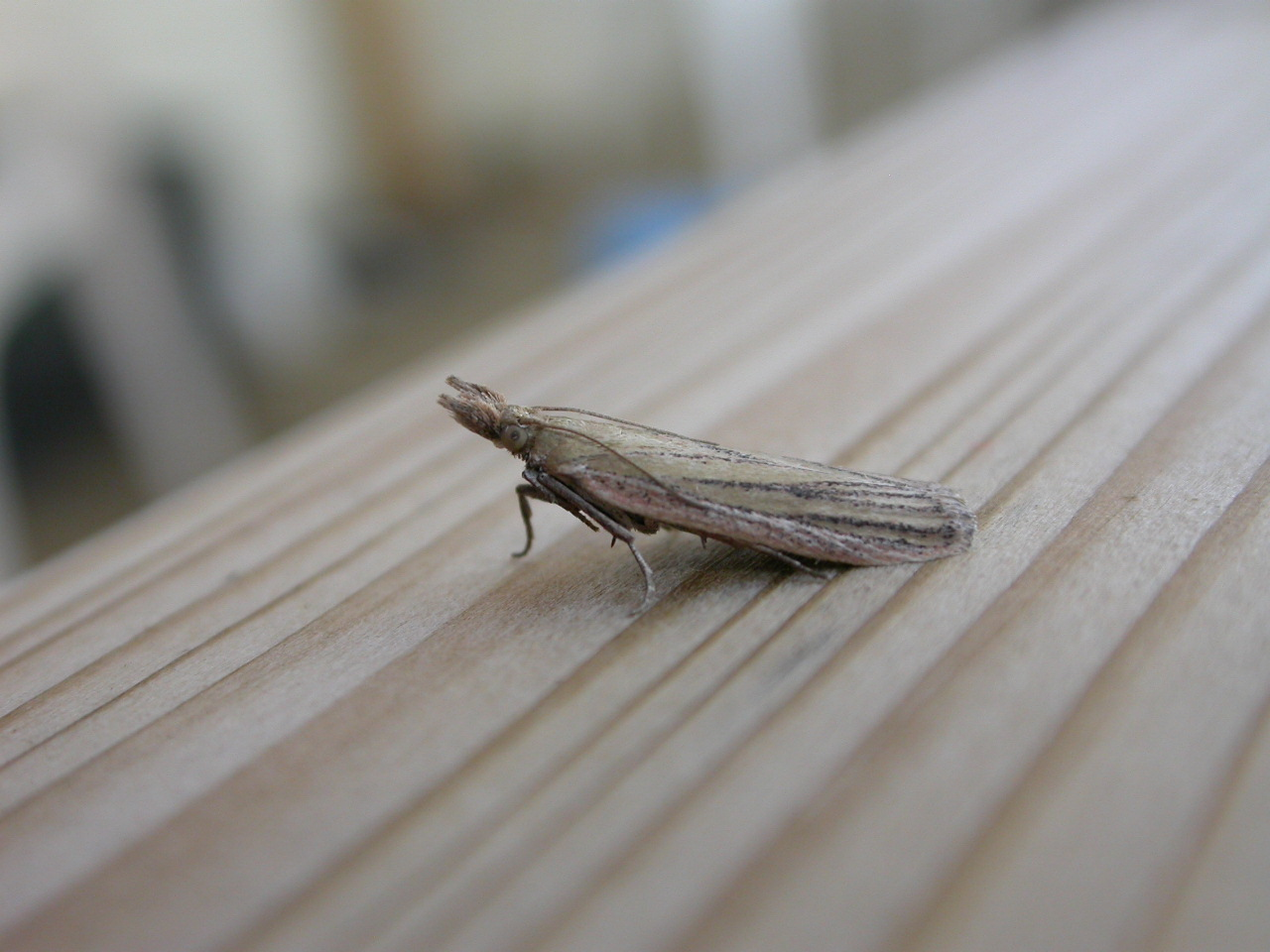